# Soraia Dibo
Soraia Dibo (28 de abril de 1974) es una deportista brasileña que compitió en taekwondo. Ganó una medalla de plata en el Campeonato Panamericano de Taekwondo de 1998 en la categoría de –70 kg.

## Palmarés internacional
| Campeonato Panamericano | Campeonato Panamericano | Campeonato Panamericano | Campeonato Panamericano |
| Año                     | Lugar                   | Medalla                 | Categoría               |
| ----------------------- | ----------------------- | ----------------------- | ----------------------- |
| 1998                    | Lima (Perú)             | Medalla de plata        | –70 kg                  |